# Ė

Litera E z kropką

Ė (e z kropką) – litera alfabetu łacińskiego używana w języku litewskim i w języku żmudzkim. Reprezentuje samogłoskę [e].